# Thoiras-Corbès
Thoiras-Corbès es una comuna nueva francesa situada en el departamento de Gard, de la región de Occitania.

## Historia
Fue creada el 1 de enero de 2025, en aplicación de una resolución del prefecto de Gard de 6 de agosto de 2024 con la unión de las comunas de Corbès y Thoiras, pasando a estar el ayuntamiento en la antigua comuna de Thoiras.

## Demografía
Según los datos aportados en la resolución del prefecto de Gard, la comuna se crea con 600 habitantes.

## Composición
| Comuna delegada | Código INSEE | Población (2022) | Superficie (km²) | Densidad (hab./km²) |
| --------------- | ------------ | ---------------- | ---------------- | ------------------- |
| Corbès          | 30094        | 156              | 3.28             | 48                  |
| Thoiras         | 30329        | 447              | 22.89            | 20                  |